# 擬駝
擬駝（學名：Camelops）是已滅絕的駱駝，曾在北美洲西部出現，於約 11,000 年前的更新世消失。
擬駝首先於上新世晚期出現，並在更新世末滅絕。在更新世末期時，隨著副駱駝與大駝的滅絕，擬駝為整個美洲大陸上唯一僅存的真駱駝。牠們滅絕的原因不明，但相信是隨其他北美洲更新世巨型動物群一同消失，包括原住的馬、駱駝及乳齒象。

## 描述

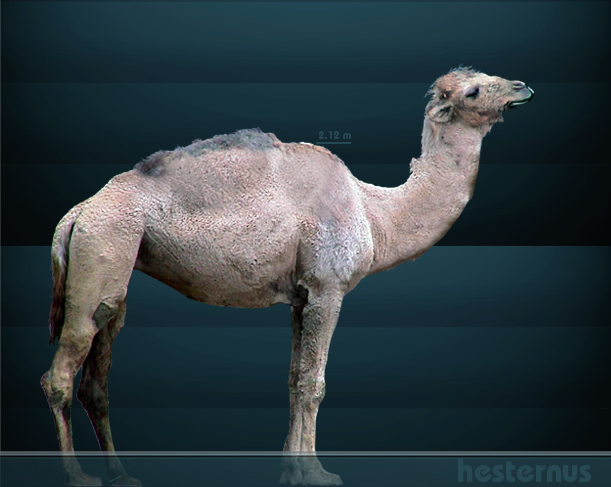
西方擬駝（C. hesternus）復原圖

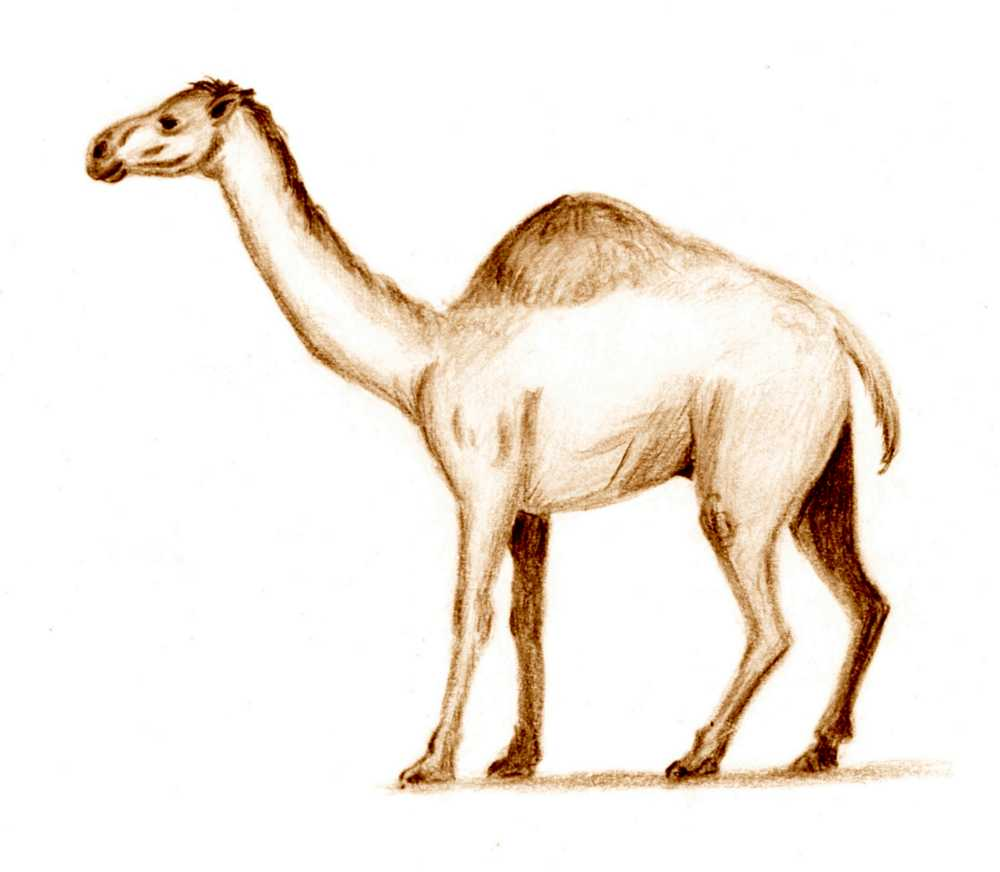
西方擬駝

由於軟組織一般都不會在化石中保存下來，所以科學家目前並無法得知擬駝是像現存駱駝一樣具有駝峰，或是像原駝和小羊駝一樣缺乏。由於單峰駱駝是由雙峰駱駝在進入歐亞大陸較溫暖的地區後演化而來，因此若擬駝也具有駝峰，牠們可能也為雙峰。西方擬駝四肢長度較現存的單峰駱駝長約20%，肩高可達 2.3米（7.5英尺），比現今的雙峰駱駝高少許；體重則可達 1,000（2,200磅）

## 古生態學

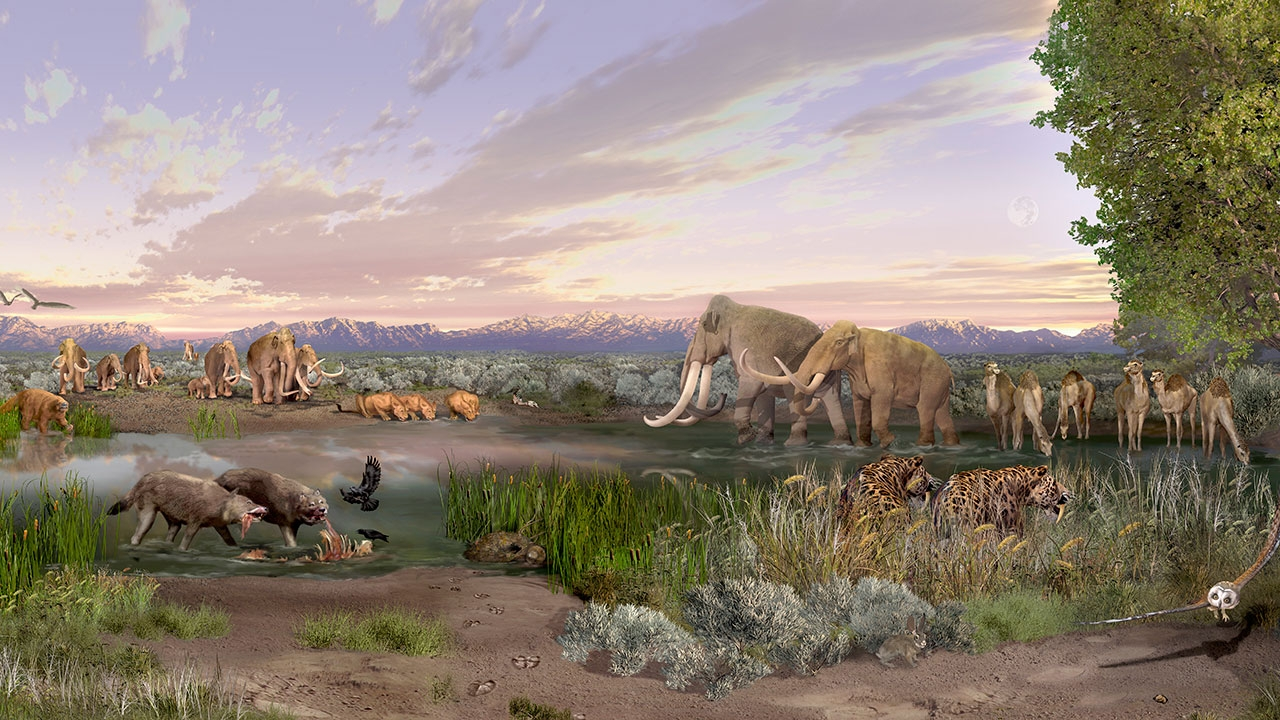
更新世時期的白沙國家公園，位於美國新墨西哥州

擬駝廣泛分布於北美洲和中美洲，最北可至阿拉斯加，最西可至奧勒岡州和加利福尼亞州，最南可至下加利福尼亞半島、墨西哥和瓜地馬拉，最東可至田納西州。其中，大部分的化石發現主要集中發現於科羅拉多州和加利福尼亞州。
從拉布雷亞瀝青坑發現的西方擬駝牙齒化石上的植物遺骸顯示，牠們除了啃食地面的草之外，也會以其他種類的植物為食，包括了生長於加州南部沿岸的粗糙灌木。透過放射性碳定年法及使用耗損分析顯示，發現於墨西哥化石遺址LC-PT與LP-SA的西方擬駝個體主要以採食枝葉為主。生長於美墨邊界的石炭酸灌木被認為可能是擬駝的食物之一。縱使目前該地區並不存在有偶蹄類物種會以它們為食，但在19世紀中葉，駐紮於該地的美國駱駝軍團所擁有的單峰駱駝就會主動去取食這些灌木的枝葉。擬駝可能和現存的駱駝一樣會進行長距離的遷徙，但是否能和現存駱駝一樣長時間不飲水則仍然未知，這項特徵可能是駱駝科物種遷移至亞洲及非洲後才演化出來的。